# Bătălia de la Gembloux (1940)
Bătălia de la Gembloux (cunoscută și ca Bătălia pentru breșa Gembloux) a fost o confruntare dintre forțele franceze și germane din mai 1940, din timpul celei de-a doua conflagrații mondiale. Pe 10 mai 1940, Wehrmachtul Germaniei Naziste a invadat Luxemburgul și Belgia în cadrul planului operațional Fall Gelb („Planul Galben”). Armatele aliate au răspuns în conformitate cu Planul Dyle (varianta Breda), conceput să oprească înaintarea germană în Belgia, unde se considera că se va desfășura principalul atac german. Aliații au mobilizat în Belgia cele mai bune unități mecanizate ca să contracareze acțiunile germane din Belgia de pe 10 mai. Pe 12 mai, germanii au declanșat a doua fază a Planului Galben – Planul Manstein, un atac prin Ardeni, menit să cucerească un culoar până la Canalul Mânecii și să izoleze cele mai bune unități aliate în Belgia.
Planificatorii militari francezi nu au înțeles că invazia Țărilor de Jos nu era decât o diversiune, au conceput o operațiune care să oprească înaintarea germană în zona centrală a Belgiei și în Franța pe aliniamentul a două poziții defensive din zona orașelor Hannut și Gembloux. Armata I franceză, cea mai puternică armată aliată, trebuia să apere aliniamentul Gembloux–Wavre. Blindatele franceze din cadrul „Corpurilor de cavalerie” comandate de generalul René Prioux) au înaintat spre Hannut ca să acopere desfășurarea restului Armatei I la Gembloux, întârziind înaintarea germană. 
După Bătălia de la Hannut, cam la 35 km nord-est, francezii s-au retras spre Gembloux, unde era principala poziție defensivă a frontului franco-belgian. Timp de două zile, francezii au respins atacurile unităților Armatei a VI-a germane. Atacul surpriză al germanilor prin Ardeni și forțarea cursului râului Meuse la Sedan au forțat Armata I franceză să se retragă de la Gembloux spre interiorul teritoriului francez, spre Lille. Retragerea a dezorganizat defensiva aliată din sectorul central al frontului belgian și ca urmare germanii au ocupat zona centrală a țării. Din punct de vedere strategic, bătălia a împiedicat Armata I franceză să intervină în bătălia de la Sedan și a permis germanilor să își atingă obiectivele Planului Galben (Fall Gelb). Armata I franceză nu a fost distrusă și, în timpul asediului orașului Lille, a împiedicat forțe germane importante să participe la bătălia de la Dunkerque. Ca urmare, Corpul Expediționar Britanic și alte forțe aliate au reușit să fie evacuate în Regatul Unit.

## Contextul istoric

### Breșa Gembloux

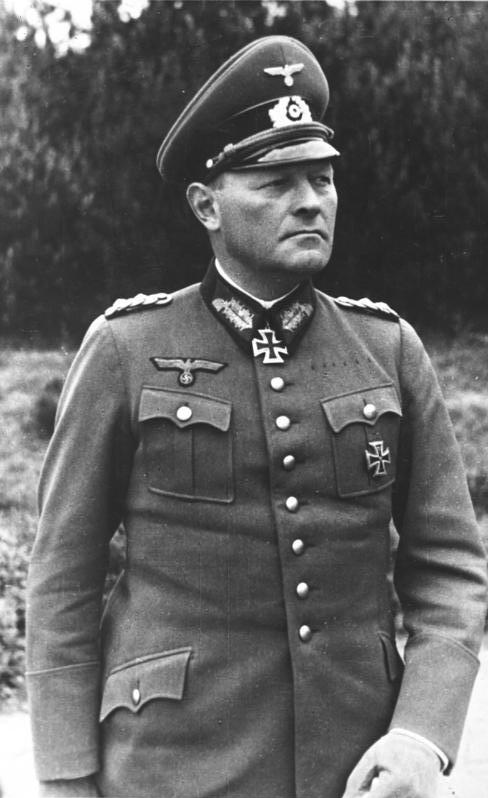
Erich Hoepner, comandantul forțelor blindate germane în bătălia de la Gembloux

Câmpia din Belgia centrală dintre zona industrială franceză și capitala Paris pe de-o parte și bazinul industrial Rin-Ruhr era o cale care facilita înaintarea în forță a trupelor de invazie mecanizate. Un lanț de înălțimi care străbătea zona Gembloux de la nord-est spre sud-vest forma o cupănă a apelor, care separa la vest râurile care se vărsau în Escaut (Scheldt) și la est afluenții râului Meuse (Maas). Zona are puține obstacole naturale și este cunoscută ca Breșa Gembloux (Trouée de Gembloux).

## Teoriile militare ale celor două tabere

### Germania
Strategia, metodele operaționale și tactica forțelor terestre germane și a Luftwaffe au fost etichetate de cele mai multe ori ca „Blitzkrieg” (război-fulger). Există controverse cu privire la natura și originea operațiunilor de tip „Blitzkrieg”, campania din 1940 fiind descrisă ca un exemplu clasic al războiului-fulger. Un element esențial al „Blitzkriegului” a fost considerat a fi seria de operațiuni strategice executate de forțe mecanizate pentru distrugerea liniilor defensive inamice. „Blitzkriegul” a fost, de asemenea, considerat o formă revoluționară de luptă, dar noutatea și paternitatea sa sunt chestiuni controversate. Victoriile rapide și decisive au fost obiectivele diferitelor armate cu mult timp înainte de declanșarea celei de-a doua conflagrații mondiale. În timpul războaielor pentru unificarea Germaniei și a primei conflagrații mondiale, Marele Stat Major General German a încercat să execute Bewegungskrieg (războiul de manevră), un concept similar cu înțelegerea modernă a „Blitzkriegului”. Rezultatele acestei abordări au fost destul de variate. În timpul primei conflagrații mondiale, aceste metode au permis obținerea unor succese tactice, dar exploatarea lor din punct de vedere operațional a fost redusă datorită lipsei unor mijloace mecanizate adecvate, forțele terestre fiind obligate să acționeze departe de principalul mijloc de transport al vremii – căile ferate. Utilizarea tancurilor, avioanelor, a infanteriei motorizate și a artileriei au permis germanilor să obțină rezultate mai rapide în 1940 decât în 1914. Folosirea vehiculelor cu motoare cu ardere internă și a comunicațiilor radio au rezolvat problema exploatării la nivel operațional a succesului tactic.
Termenul „Blitzkrieg” este considerat inadecvat, de vreme ce nu a existat nicio referire explicită la asemenea „strategii, operațiuni sau tactici în planurile de luptă germane. Nu există nicio dovadă în pregătirile strategice, militare sau industriale care să implice existența unei direcții «Blitzkrieg»planifcate”. Dovezile disponibile în acest moment sugerează că în 1939 și 1940, guvernul Reichului pregătea economia germană pentru un război de uzură, nu pentru un război rapid de manevră, deși nu fusese concepută o mobilizare economică totală pentru un conflict militar. Aprecierile greșite ale lui Adolf Hitler din 1939 au obligat Germania să intre în război mai înainte ca ecomomia să fi fost pregătită complet și, în aceste circumstanțe, Marele Stat Major a apelat la doctrina „anihilării” cunoscută de la Frederic cel Mare, în încercarea de a obține rapid victoria, prin lovituri rapide de flanc și spate împotriva armatelor inamice. Se urmărea distrugerea forțelor inamicului mai înainte ca superioritatea economică și materială a acestora să devină copleșitoare. Doar după victoria din campania din Franța din 1940, germanii au declarat că planificaseră în mod intenționat executarea unui război-fulger pentru atingerea rapidă a obiectivelor lor ambițioase în Europa. În 2005, Karl-Heinz Frieser a reluat afirmațiile lui Matthew Cooper făcute încă din 1978, conform cărora „Blitzkriegul” este un mit, iar victoriile categorice de la începutul războiului au obținute nu pentru că germanii ar fi fost puternici, ci pentru că inamicii au fost slabi. Frieser scria:
Campania din vest nu a fost o campanie planificată de cucerire. De fapt, a fost un act operațional disperat de ieșire dintr-o situație strategică disperată. Abordarea numită „Blitzkrieg” nu a fost dezvoltată decât după campania din vest. Aceasta nu a fost cauza, ci mai degrabă consecința victoriei. Ceea ce în mai 1940 s-a încheiat spre surprinderea tuturor cu o victorie, a trebuit acum să servească implementării viziunilor de cucerire ale lui Hitler în forma unui succes secret.

### Franța
Doctrina militară franceză se baza pe experiența acumulată în timpul primei conflagrații mondiale. Având o populație de două ori mai mică și doar o treime din capacitatea industrială germană, Franța a suferit pierderi relative mai mari decât inamicul său, în special în ceea ce privește morții și invalizii de război. Doctrina franceză se baza din aceste motive pe ideea desfășurării unor acțiuni militare controlate cu atenție de comandanții superiori, ceea ce ar fi trebuit să ducă la reducerea pierderilor. Doctrina franceză se baza pe apărarea în adâncime, cu menținerea forțelor mobile la distanță de focul inamicului și pe asigurarea liniilor împotriva incursiunilor blindatelor. Apărarea diviziilor de infanterie poziționată în teren deschis se baza pe artilerie, care trebuia să asigure sprijin direct tuturor trupelor terestre, inclusiv tancurilor. Tirul turnurilor grele era controlat de comandanții de rang înalt. Infanteria trebuia să fie distribuită în mai multe linii succesive. Între 15 și 30 de procente al efectivelor diviziilor de infanterie era plasată în avanposturi. Liniile înaintate trebuia să apere grosul trupelor de atacurile prin surpriză. Liniile principale defensive trebuia să fie plasate de-a lungul unor obstacole naturale sau artificiale. Totul trebuia să fie acoperit de tirul artileriei de câmp și antitanc, plasată la circa 2 km pe o linie de blocare, unde erau plasate și obstacole antitanc. Unitățile militare trebuiau plasate pe poziții dominante în teren, de unde puteau să controleze toate căile posibile de înaintare ale inamicului și de unde puteau acoperi cu foc încrucișat toate spațiile dintre amplasamentele unităților vecine. În spatele liniei de blocare trebuiau plasate rezervele, batalionul de recunoaștere al diviziei și bateriile de artilerie grea amplasate în poziții fortificate. Apărarea împotriva atacurilor tancurilor era o prioritate pe toată adâncimea pozițiilor defensive. O divizie care acționa în câmp deschis trebuia să asigure apărarea unui front lat de 6-7 km, cu o adâncime de aproximativ 5 km.
Comandanții de rang înalt păstrau controlul asupra batalioanelor de tancuri pentru sprijinirea unităților de infanterie celor mai importante. Cele mai bine instruite elemente ale armatei franceze fuseseră pregătite să facă față atacurilor combinate ale blindatelor și aviației inamice. Printre acestea, se numărau și cele de sub comanda generalului Henri Aymes, comandantul Corpului IV, care avea să ia parte la bătălia de la Gembloux. Doctrina militară franceză prevedea executarea de către aviația militară a misiunilor de recunoaștere și observare aeriană, de protecție a forțelor terestre și de bombardament de sprijin, dar, deși principiul era bine definit în teorie, de multe ori în practică sprijinul aerian nu a fost disponibil. Forțele terestre franceze din 1940 erau bine dotate cu piese de artilerie, dar aviația era insuficient dezvoltată, iar realitatea operațională avea să dovedească faptul că doctrina sa militară era perimată.

## Începutul

### Fall Gelb
Strategia germană (Fall Gelb) prevedea ca Armata a IV-a (general Walter von Reichenau) să înainteze cu formațiile mecanizate și motorizate în zona de câmpie din Belgia și să atace la Gembloux, încercând să înfrângă sau măcar să blocheze forțele aliate, în vreme ce principalul atac german urma să fie dat prin Ardeni spre cursul râului Meuse la Sedan. Această mișcare urmărea să izoleze forțele aliate din Belgia și nordul Franței. Reichenau s-a pregătit să lovească forțele aliate motorizate în zona cuprinsă dintre albiile râurilor Dyle și Namur începând cu a doua zi a operațiunii. Generalul german a ales să își concentreze atacul între Wavre și Namur, unde pozițiile defensive aliate păreau mai slabe. Ca parte a planului, bombardierele medii ale Luftwaffe au primit misiunea să oprească sau să întârzie mișcările trupelor aliate din Belgia.

### Planul Dyle
Comandanții francezi erau convinși că germanii aveau să declanșeze atacul principal (Schwerpunkt) în câmpia belgiană iar Marele Cartier General (Grand Quartier Général -GQG) a conceput planurile pentru înfrângerea acțiunii inamicului cu ajutorul Armatei I franceze, Corpului Expediționar Britanic (BEF) și al Armatei a VII-a, în care erau încadrate majoritatea unităților aliate motorizate și mecanizate. Planul Dyle (varianta Brenda) prevedea înaintarea aliaților în Belgia pentru înfrângerea ofensivei germane. Doctrina militară franceză era nefavorabilă unei acțiuni dinamice, care să iasă în întâmpinarea trupelor germane în marș. În plus, comandamentul francez nu era dispus să trimită în zonă forțe mai numeroase, deoarece bătălia care avea să urmeze se preconiza a fi extrem de sângeroasă.
Armata I, comandată de generalul Blanchard, a primit sarcina de maximă importanță de a apăra breșa Gembloux. Armata lui Blanchard urma să înainteze cam 100 km plecând de pe linia frontierei franco-belgiene. În timpul înaintării, lățimea frontului acoperit de această armată urma să se reducă de la aproximativ 100 km la doar 30 km în zona Gembloux, unde armata belgiană trebuia să pregătească pozițiile defensive pentru aliați. O unitate blindată puternică, Corpurile de Cavalerie (Corps de Cavalerie) de sub comanda generalului René Prioux, cu efective echivalente cu un corp de tancuri german, trebuia să acopere transferul Armatei I pe perioada deplasării, când frontul său se îngusta, iar trupele erau vulnerabile la atacurile Luftwaffe. GQG a pus sub comanda generalului Blanchard unitățile de infanterie convențională de pe frontieră și formațiunile de infanterie motorizată și Divizia I Tancuri de Rezervă (Division Cuirassée de Réserve – 70 de tancuri grele), care s-au deplasat pe noile poziții din interiorul teritoriului francez. 
Blanchard a primit mai puțin de o treime din armamentul antiaerian pe care îl solicitase și din acest motiv a hotărât să își deplaseze trupele doar în timpul nopții. În aceste condiții, francezii ar fi avut nevoie de cel puțin opt zile pentru a-și construi pozițiile fortificate pentru diviziile de infanterie, dintre care doar trei erau motorizate, mai înainte ca Panzerele să ajungă sau 
„avea să fie o ciocnire în cele mai proaste condiții a trupelor incomplet desfășurate.”—Blanchard
Generalul Gaston Billotte — comandantul Grupului de armată I aliat, din care făcea parte și Armata I franceză — a insitat ca Armata I să aibă în rândurile sale o forță blindată puternică, care să îi garanteze apărarea cu succes a breșei Gembloux. El dorea să aibă două divizii blindate de rezervă (DCR) care să opereze ca un corp de tancuri, cu DCR 1 gata de acțiune în a șasea zi de operațiuni. Generalul a conceput trei direcții de contraatac și și-a averizat subordonații cu privire la capacitatea blindatelor germane de atac începând cu ziua a șasea de operațiuni (în fapt, Panzerele au atacat după doar cinci zile), dar superiorul lui Billotte, generalul Alphonse Joseph Georges, a refuzat să realoce DCR 2 mai în avans. DCR 1 a fost gata de acțiune în dimineața zilei de 14 mai, în a cincea zi de operațiuni. Aliații căzuseră de acord ca BEF să înaiteze între Armata I și armata belgiană pe un front de-a lungul râului Dyle. Britanicii și-au planificat deplasarea atât pe timpul nopții cât și pe timpul zilei.
Un punct important al planului aliat era pregătirea de către armata belgiană a pozițiilor defensive din regiunea Gembloux, în centrul „liniei Dyle”. Prima linie a pozițiilor belgiene era asigurată calea ferată Namur–Bruxelles, pe care planificatorii francezi doreau să o folosească drept obstacol antitanc. Dat fiind faptul că invazia germană a fost amânată în mod repetat, comandanții belgieni au reamplasat prima linie defensivă mai spre est, în speranța că în acest fel vor putea să oblige trupele franceze să lupte mai aproape de frontiera germano-belgiană. Pe 10 mai, pe acest nou amplasament era construită parțial o nouă linie antitanc, la est de linia Dyle. În jurul localității Gembloux, lucrările defensive erau insuficiente. Serviciile franceze de informații cunoșteau parțial acest lucru, dar comandanții francezi au fost surprinși pe 10 mai să constate inexistența fortificaților.

### Pregătirile pentru ofensiva germană

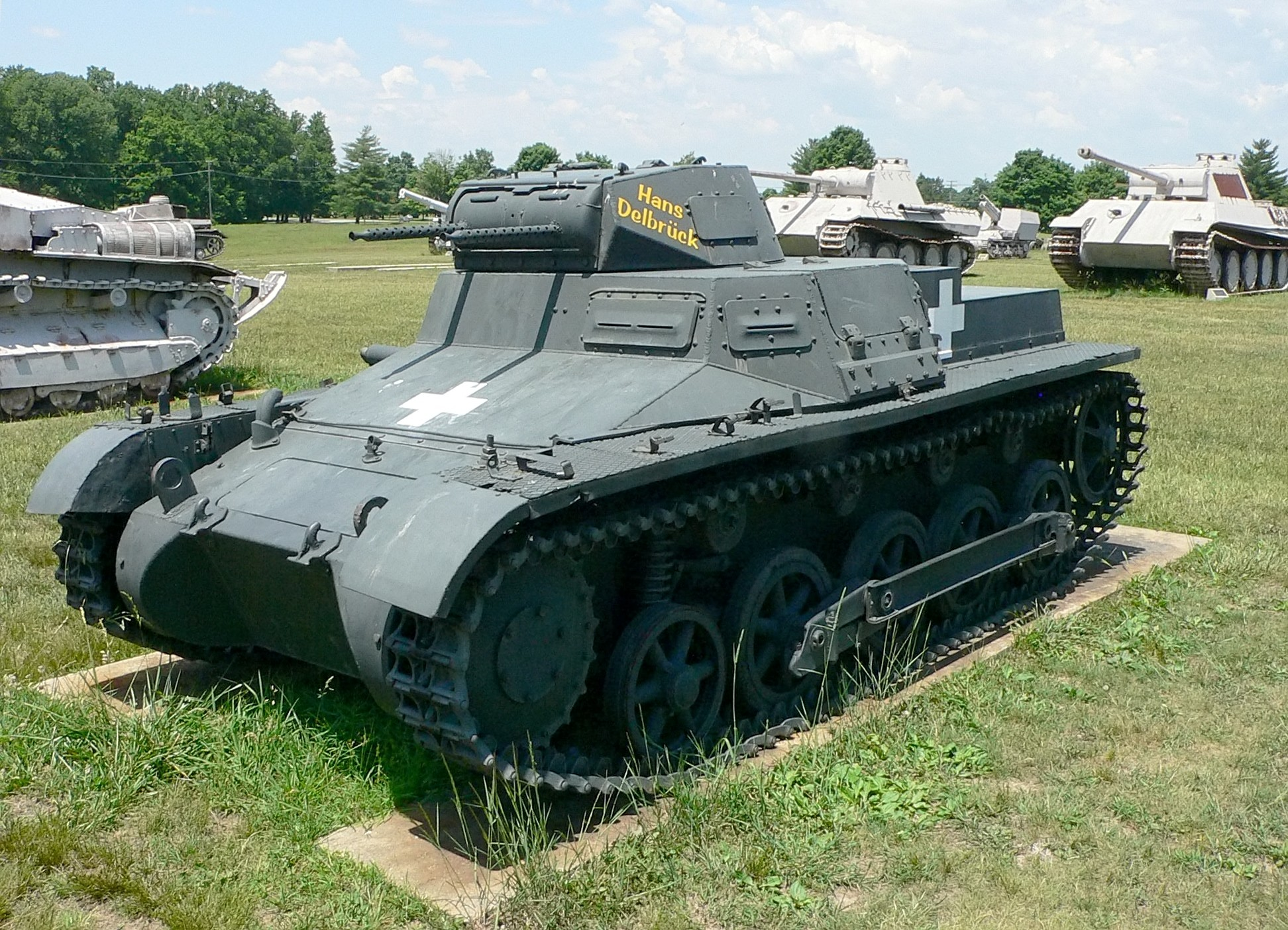
Panzer I era tancul principal folosit de germani în acel an. Acest tip de tanc avea un armament de calibru mic și un blindaj slab

Armata a VI-a comandată de generalul Walter von Reichenau făcea parte din Grupul de Armate B. Armata a VI-a era compusă din soldați experimentați, care participaseră deja la lupte. Unele din divizii fuseseră active și pe timp de pace, iar efectivele lor fuseseră completate în perioada de dinaintea izbucnirii războiului. Militarii erau dotați cele mai bune echipamente militare de care dispunea în acel moment Wehrmachtul, iar cei mai mulți dintre ei căpătaseră o experiență valoroasă în timpul invadării Poloniei din septembrie 1939. Armata a VI-a cuprindea Corpul XVI (Erich Hoepner) și Corpul IV (Viktor von Schwedler).
Corpul XVI al generalului Hoepner a fost cel care a deschis atacul de la Gembloux. În rândurile acestui corp de armată era încadrată Divizia a III-a Panzer (Horst Stumpff), compusă pe 10 mai din Brigada a III-a Panzer cu 343 de tancuri, Brigada a III-a de infanterie motorizată, un regiment de artilerie și o escadrilă de avioane de recunoaștere, plus geniști și servicii auxiliare. Dintre cele 343 de tancuri, doar 42 erau de tip mediu — 16 Panzer III și 26 Panzer IV). Divizia a IV-a Panzer (Johann Stever) era formată din Brigada a V-a Panzer cu 331 de tancuri, Brigada a IV-a de infanterie motorizată, două regimente de artilerie și forțele de sprijin asemănătoare cu cele ale Diviziei a III-a. dintre cele 331 de tancuri, doar 20 erau model Panzer III și 24 Panzer IV. Lui Hoepner i-au mai fost repartizate sub comandă pe timpul luptelor de la Gembloux și Divizia a XX-a de infanterie motorizată și Divizia a XXXV-a de infanterie. 
Pe flancul drept al forțelor lui Hoepner se afla Corpul IV comandat de Schwedler. Acest corp de armată era compus din Diviziile de infanterie 31, 7 și 18. Transportul pieselor de artilerie și aprovizionarea acestor unități era asigurată în principal de atelaje trase de cai și de aceea aceste trupe se deplasau cu o viteză mult mai mică decât diviziile de tancuri și cele de infanterie motorizată. În cursul primei zile de lupte, pe front au sosit Divizia a 269-a de infanterie și Divizia a 20-a de infanterie motorizată, care au fost folosite pentru apărarea flancului de sud a liniei Gembloux-Namur.
Wehrmachtul își baza acțiunile pe Luftwaffe, care trebuia să asigure controlul spațiului aerian. Comandanții Wehrmachtului, la fel precum generalii francezi, plănuiseră executarea unei operațiuni combinate terestre-aeriene dar, spre deosebire de forțele aliate, Luftwaffe avea efectivele, tehnica și personalul pregătit să ducă la bun sfârșit o asemenea sarcină. Luftflotte2 asigura sprijinul aerian al Grupului de armată B. Pe 10 mai,Luftflotte 2 avea gata de luptă cam 170 de bombardiere mijlocii și aproximativ 550 de avioane monomotor de vânătoare, deși nu toate acestea din urmă au luat parte la primele zile de lupte.Oberkommando der Luftwaffe (OKL) a asigurat întăriri pentruLuftflotte2 în dimineața zilei de 15 mai — Fliegerkorps I din cadrulLuftflotte 3 – cu 300 de bombardiere medii. Trupele lui Hoepner au fost sprijinite la Gembloux și de Fliegerkorps VIIIcu cele 300 de avioane în picaj Junkers Ju 87 Stukas, specializate în sprijinul operațiunilor terestre.

### Pregătirile pentru ofensivă ale francezilor

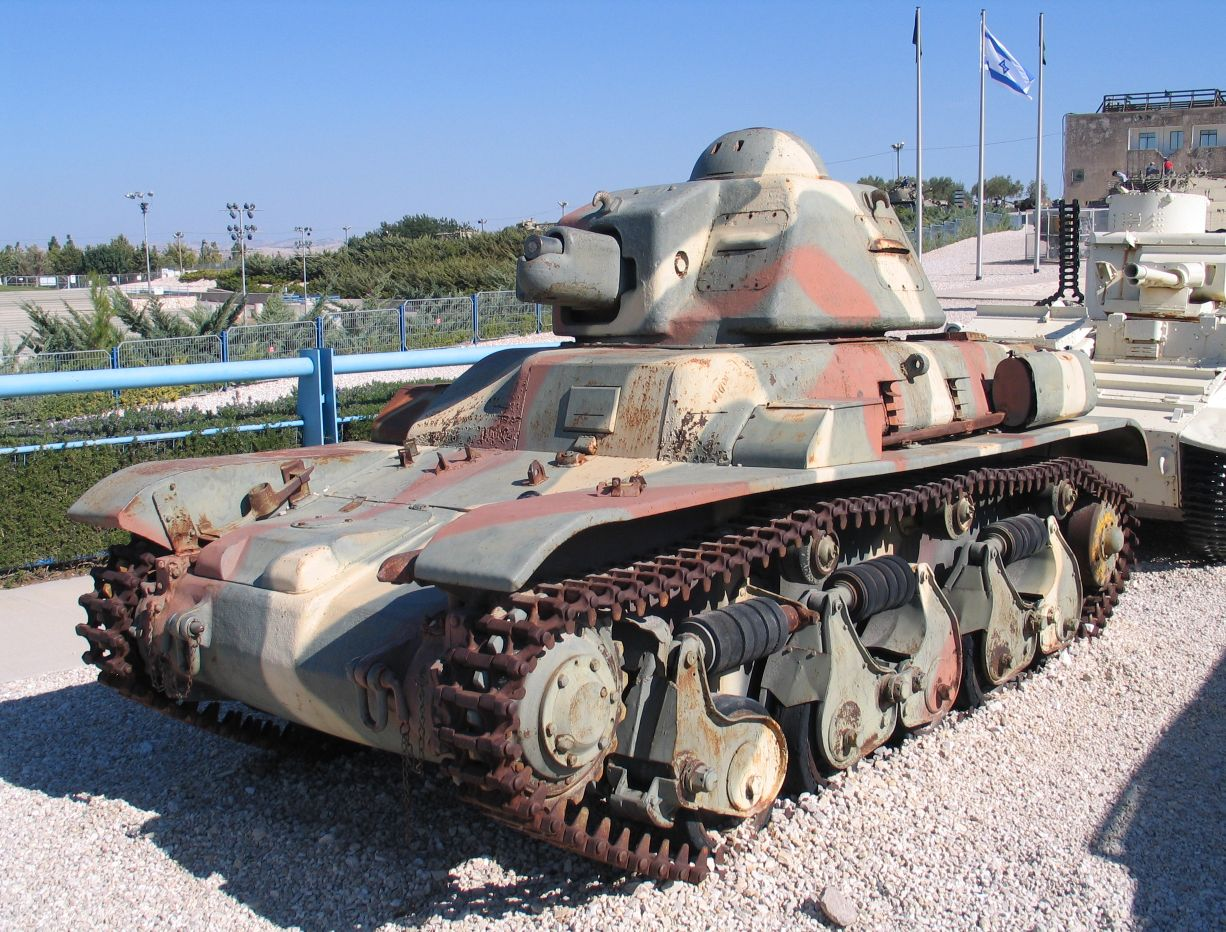
Tanc ușor Renault R35. Acesta era superior din punct de vedere al armamentului și blindaului tancurilor Panzer I și II. R35 era depășit ca dotări și blindaj de tancurile germane Panzer III și IV, numai că la Gembloux germanii au folosit un număr redus de asemenea tancuri moderne

La Gembloux a acționat Armata I franceză (comandată de generalul Georges Blanchard), care făcea parte din Grupul I de armate aliat (general Gaston Billotte). Cele mai importante unități mari franceze care au acționat la Gembloux erau comparabile ca efective și dotare cu diviziile de rezerviști ale Wehrmachtului. Contingentul Armatei I care a luptat la Gembloux era parte a „Corpurilor de Cavalerie” (Corp de Cavalerie – general General Rene Prioux), cele mai importante componente fiind Diviziile ușoare mecanizate 2 și 3 (Divisions Legeres Mecaniques). Cele două DLM au fost primele unități ale Armatei I care au intrat în Belgia. Au urmat trei corpuri de infanterie (III, IV și V), fiecare compus dintr-o divizie de infanterie motorizată și o Divizie de infanterie nord-africană (Division d'Infanterie Nord-Africaine – DINA, cunoscute și ca „Diviziile marocane”). Armatei I i-au fost alocate patru mari unități de camioane și autobuze necesare transportului unităților motorizate și pentru sprijinul logistic al unităților convenționale. Unitățile nord-africane erau forțe de elită care serveau în afara granițelor naționale, plătite cu solde peste medie, care atrăgeau cei mai buni ofițeri din unitățile de instruire militară. 
Diviziile de infanterie franceză erau compuse din trei regimente cu câte trei batalioane fiecare, două regimente de artilerie, un batalion de „cavalerie” (mașini blindate) de recunoaștere și subunitățile de servicii. Infanteriștii aveau în dotare mortiere moderne, 52 de tunuri antitanc Hotchkiss de 25 mm și 6,7 sau 8 tunuri antitanc APX de 47 mm, plus tunuri pentru vânătorii de munte de 75 mm (model 1928)m și tunul de 155 mm model 1917. Unele divizii de infanterie, cele 12 tunuri de 75 mm erau înlocuite de 12 obuziere de 105 mm (model 1935). Diviziile de infanterie motorizată aveau un batalion de „cavalerie” dotat cu mașini blindate. Batalionul de tancuri de sprijin al infanteriei din componența unităților care au luptat la Gembloux a fost echipat cu 45 de tancuri Renault R35. Acest tip de tanc avea un echipaj format din doi militari – rezerviști în marea majoritate a cazurilor – și nu dispunea de aparatură radio de emisie-recepție. R35 era dotat cu un tun antitanc AC 37, cu efect limitat împotriva blindajelor din cauza vitezei mici a proiectilului. Pe de lată parte, R35 era un tanc cu un blindaj bun, prin comparație cu tancurile germane, având în același timp o siluetă greu de țintit. Unitățile de infanterie franceză care au luptat la Gembloux mai aveau în dotare și mitraliere antiaeriene ușoare.
Moralul soldaților francezi din Armata I era ridicat, militarii având mare încredere în comandanți și în calitatea ridicată a echipamentului militar. Corpul III (general de Fornel de La Laurencie) și în special Corpul IV (general Henri Aymes au fost actorii principali ai bătăliei de la Gembloux.
Corpul III era compus din DINA 2 (Division d'infanterie nord-africaine) și DIM 1 (Division d'Infanterie Motorisée). Ambele divizii aveau efectivele și echipamentele complete. DINA 2 primise deja botezul focului în timpul Ofensivei din Saar, în timp DIM 1 nu avea niciun fel de experiență de luptă. În cele două unități militare, aproximativ 50% dintre ofițeri și subofițeri erau rezerviști.
Corpul IV includea DM (Division Marocaine) și DIM 15. Divizia marocană comandată de generalul Albert Mellier a suportat greul atacului blindatelor germane la Gembloux. Această divizie, care se acoperise de glorie în timpul luptelor primei conflagrații mondiale, era formată în principal din trupe regulate marocane, efectivele fiind completate cu rezerviști din Franța continentală. Regimentul al 2-lea de infanterie marocană a avut 2.357 soldați prezenți pe câmpul de luptă de la Gembloux. Începutul luptelor a găsit regimentul cu câteva sute de militari plecați în permisie. Dintre cei 2.357 de militari, 925 erau europeni. Ofițerii francezi erau atât militari de carieră, cât și rezerviști. Doar câțiva ofițeri de rang inferior și subofițeri erau de origine africană. Bateriile de artilerie ușoară erau încadrate exclusiv cu ofițeri francezi, cei mai mulți fiind militari de carieră. În cazul celor de artilerie grea, toți ofițerii erau francezi, iar majoritatea erau rezerviști. Mellier se afla la comanda marii unități de la sfârșitul lunii februarie. Era un ofițer energic și era un „perfect cunoscător” al limbii arabe. Soldații de origine marocană aveau reputația unor luptători mai buni în atac decât în apărare. În ciuda misiunii de mare importanță pe care aveau să o îndeplinească, divizia marocană nu dispunea decât de 27 de tunuri antitanc de 25 mm, față de cele 48 prevăzute în dotarea standard. Divizia dispunea de arme antiaerinene la nivel de regiment, dar nu și la nivel de divizie, iar unităților de transport le lipseau cam 400 de cai și nu erau dotate cu toate vehiculele de care aveau nevoie. Divizia a 15-a de infanterie motorizată (general Alphonse Juin) era destinată sprijinirii acțiunilor diviziei marocane. Această divizie era încadrată cu militari cu un nivel înalt de pregătire, cu efective complete și dotată la cele mai înalte standarde ale armatei terestre franceze.
Punctul slab al francezilor era reprezentat de aviație. Când a început bătălia de la Gembloux, Armata I avea la dispoziție doar 26 de avioane de recunoaștere, un grup de recunoaștere și escadrile de observație.

### Bătălia de la Hannut
Corpul de blindate Corps de Cavalerie a reușit să împiedice încercarea germanilor de străpungere a Liniei Dyle în luptele de la Hannut și s-a retras pe cea de-a doua linie defensivă de la Gembloux, cam 35 km sud-vest de prima poziție. Cele două tabere au înregistrat pierderi importante în tancuri — francezii au reușit să distrugă 160 de blindate germane, pierzând la rândul lor 105. Dat fiind că s-au retras pe noi poziții de apărare, francezii au abandonat tancurile avariate, în vreme ce germanii au reușit să repare cam trei sferturi dintre vehiculele scoase temporar din luptă. Doar 49 de tancuri nu au putut fi reparate de echipele de mecanici, restul de 111 blindate germane au fost repuse în funcțiune. În aceste lupte, germanii au pierdut 60 de militari morți și 80 de răniți. Hoepner a hotărât să pornească în urmărirea francezilor aflați în retragere, deși comandamentul Brigăzii 35 Panzer din cadrul Diviziei a 4-a l-a avertizat că, datorită pierderilor ridicate înregistrate la Hannut, continuarea luptelor fără înlocuirea blindatelor distruse echivala cu „sinuciderea”. Hoepner nu a așteptat nici măcar sosirea diviziilor de infanterie de sprijin și a încercat să îi respingă pe francezi de pe noile lor poziții defensive. Corpul XVI Panzer a lovit coloanele franceze în retragere, reușind să provoace pierderi importante. Urmărirea executată la scurtă distanță a împiedicat artileria franceză să intervină din pricina pericolului bombardării din greșeală a propriilor trupe. În cele din urmă, francezii au reușit să realizeze o linie defensivă antitanc, iar blindatele germane, lipsite de sprijinul infanteriei, au fost obligate să atace frontal. Cele două divizii de tancuri germane au înregistrat pierderi importante pe 14 mai și au fost obligate să își încetinească acțiunile de urmărirea a inamicului.  Unitățile de blindate franceze în retragere au fost întărite până la urmă cu formații venite din rezervă și au organizat împreună o nouă poziție defensivă la răsărit de Gembloux.

## Bătălia de la Gembloux

### 14 mai
Pe 14 mai, tancurile germane au început înaintarea pentru depășirea Liniei Dyle. Până pe la ora 9:20, avioanele de recunoaștere franceze au raportat că germanii nu ajunseseră pe acest aliniament. În acel moment, Hoepner dădea ordine tancurilor Diviziei a 4-a să grăbească înaintarea pe ambele flancuri ale localității Ernage fără să mai aștepte ajungerea în zonă a Diviziei a 3-a. Diviziile de infanterie a 35-a și a 20-a (motorizată) înaintau pe flancurile tancurilor germane. Hoepner a cerut ca atât tancurile cât și brigăzile de infanterie de sprijin să înainteze împreună. Flancul stâng al diviziei era acoperit de un batalion de recunoaștere, un batalion de mitraliere și un batalion antitanc. La ora 11:30, 30 de tancuri ale companiei a 8-a din Regimentul 35 blindate a atacat dinspre Baudeset spre calea ferată la sud de Ernage. Înaintarea lor a fost oprită de tirurile artileriei franceze, germanii retrăgându-se după ce au pierdut 9 tancuri. Compania a 6-a germană nu a putut să intervină în ajutorul camarazilor, fiind oprită de „focul defensiv de anihilare”.
La ora 13:30, Brigada a 4-a Panzer a străpuns pozițiile franceze între calea ferată și drumul Wavre-Gembloux. Linia Dyle fusese depășită. Acțiunile Diviziei a 3-a Panzer de pe 14 sunt mai puțin clare. În acea dimineață, Brigada a 3-a Panzer traversat obstacolele antitanc de pe teritoriuil belgian și a urmat Divizia a 4-a. Divizia înainta cu două coloane, cu Regimentul al 5-lea m dreapta, respectiv cu regimentul al 6-lea în stânga. Comandantul de brigadă, colonelul, înainta în cadrul Regimentului al 6-lea Panzer, unitatea care avea să fie implicată în luptele de la Ernage și de pe drumul Wavre-Gembloux. În timpul înaintării, acest regiment avea să fie ținta tirurului puternic al artileriei antitanc. Kuhn a decis în consecință să aștepte sosirea unităților de infanterie de sprijn. În timp ce tancurile germane atacau defenisiva franceză, Armata a 6-a înainta în forță cu corpurile de infanterie, pentru acoperirea flancurilor blindatelor.

### Victoriile inițiale ale germanilor

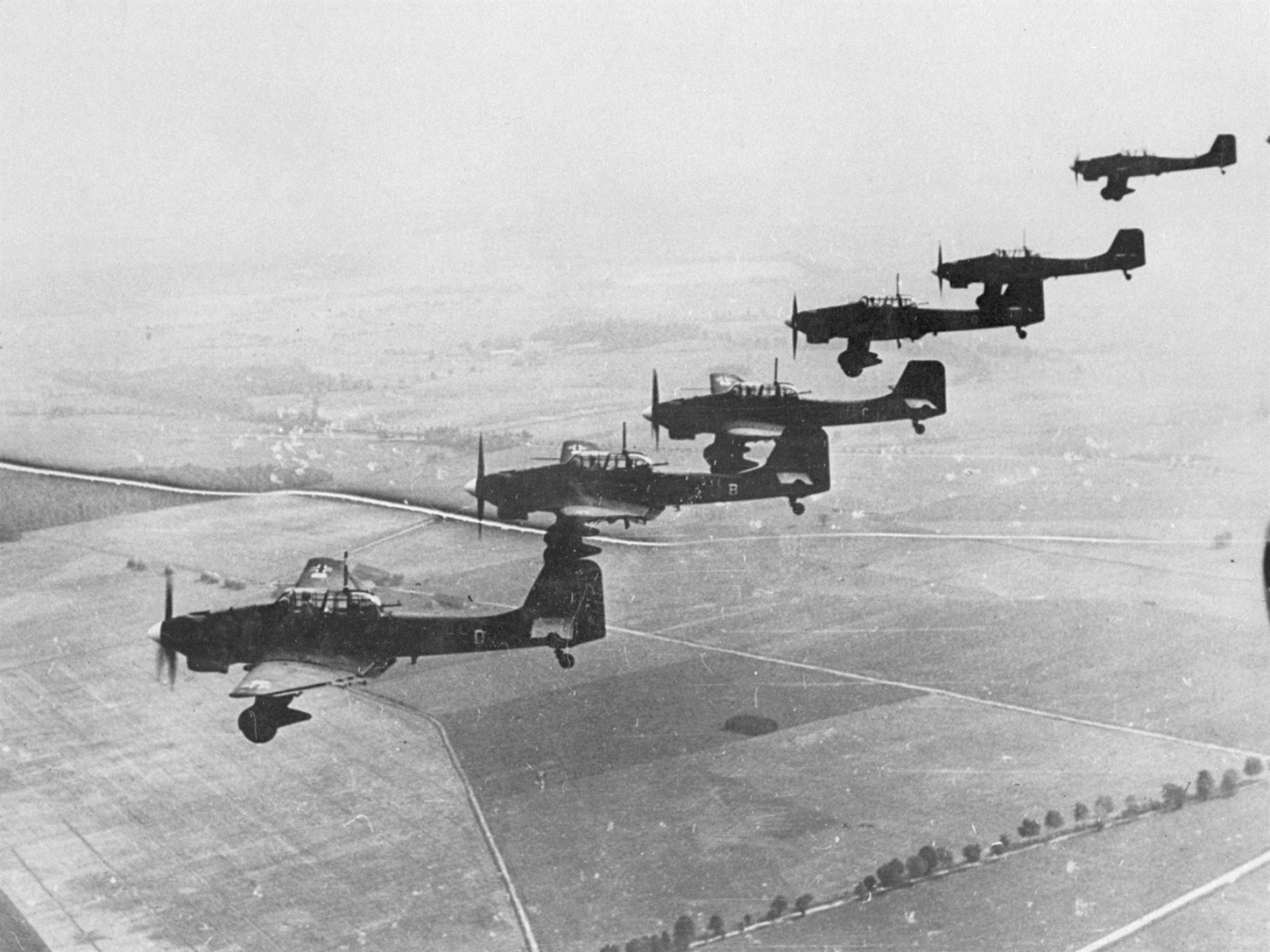
Germanii au câștigat superiritatea aeriană de necontestat în timpul celor două zile de lupte. Formațiile de bombardiere în picaj Junkers Ju 87Stukas au contibuit cu atacuri precise la sol desfășurare bătăliei terestre.

Corpul IV al lui Schwedler trebuia să acopere flancul drept al blindatelor, așa cum acționase și pe 13 mai la Hannut. Infanteria a înaintat rapid în prima parte a zilei de 14 mai fără să întâmpine o rezistență importantă. Elementele avansate ale infanteriei au ajuns pe linia Dyle în seara aceleiași zile. La ora 21:50, Statul major al Armatei a 6-a a cerut creșterea ritmului înaintării infanteriei pentru sprijinirea acțiunilor Diviziei a 3-a Panzer, care ducea lupte grele la Walhain și Ernage. Până la sfârșitul zilei de 14 mai, germanii au raportat ocuparea completă a pozițiilor Liniilor Dyle. În înaintarea lor, tancurile germane au întâlnit mai multe zone minate și încărcături de demolare plasate de drumurile principale de deplasare. În timp de forțele terestre urmăreau îndeaproape Armata I în retragere, francezii au suferit pierderi din partea atacurilor aeriene a Luftwaffe. Aviația de vânătoare franceză a executat cu greu trei-patru zboruri de recunoaștere în zona de luptă în dimineața zilei de 14 mai, iar cele mai multe avioane de recunoaștere plecate în misiune au fost doborâte. Tancurile Corpurilor de Cavalerie au luptat neîncetat cu elementele inamicului și a reușit să întârzie înaintarea tancurilor germane la nord de Ernage (unde acționa DLM 3) și la Grand Leez (unde acționa DLM 2). După ce tancurile Corpurilor de Cavalerie s-au retras, Blanchard a ordonat blindatelor de sub comanda sa să rămână în rezervă în apropierea liniei frontului. În tot acest timp, înaintarea germanilor a continuat să se dezvolte spre sud. 
De la Cartierul General, Billotte a cerut Armatei I să se pregătească pentru o posibilă retragere, dar acest ordin nu a ajuns și la cunoștința comandanților din prima linie. DIM 1 a avut de suferit în 14 mai din cauza retragerii tancurilor Corpului de Cavalerie, a infanteriei belgiene și a refugiaților. Primele atacuri ale bombardierelor în picaj Stuka au avut un efect impresionant asupra trupelor franceze pentru care acest atac aerian a fost de fapt botezul focului. Au apărut incidente în cursul cărora francezii au deschis focul asupra propriilor unități ca urmare a zvonurilor cu privire la lansarea parașutiștilor inamici în zonă. În seara acestei zile, unitățile Corpului III comandat de La Laurencies, câteva unități britanice și belgiene au luat contact cu patrulele germane pe Linia Dyle și în dreptul orașului Namur.
Hoepner avea să afle că Linia Dyle era încă apărată. În ciuda acestei realități, superiorii săi în cereau la ora 16:50 să treacă la urmărirea inamicului „înfrânt”. La nord, Divizia a 3-a Panzer avea flancul drept blocat de focul inamic. La ora 14:00, Corpul XVI a hotărât ca Divizia a 35-a de infanterie să se îndrepte în acea zonă, în timp ce Divizia a 20-a motorizată trebuia să se mute pe celălat flanc al corpului. Sosirea pe flancul de nord al Diviziei a 3-a Panzer și a Regimentului al 269-lea de infanterie (din cadrul Corpului XVII) a schimbat raportul de forțe în favoarea germanilor. La ora 14:05, comandantul Diviziei a 4-a Panzer, generalul Stever, a ordonat Brigăzii a 5-a și unui batalion de infanterie să atace pe un front îngust la sud de Ernage și să cucerească dealurile de la răsărit de St. Gery. Artileria divizională trebuia să scoată din luptă bateriile inamice de la Ernage și Gembloux. La 16:00, Stever a ordonat amânarea atacului, astfel încât Divizia a 3-a Panzer să aibă timp să se pregătească mai bine de luptă. La 16:50, Stumpff a transmis prin radio conducerii Diviziei a 4-a Panzer că o va informa cu privire la momentul în care urma să fie gata de atac, doar că între timp a declanșat atacul de unul singur în zona Ernage. După ora 18:00, comandamentul Corpului XVI a cerut din nou diviziilor sale să atace, dar barajul de artilerie francez a fost atât de puternic, încât germanii au lansat în mod eronat o alertă de gaz de luptă, ceea ce a dus la operirea atacurilor.  La 20:50, Hoepner a ordonat prin radio comandanților săi de divizie să oprească atacurile până a doua zi dimineața. 

### Rezultate primei zile de luptă
În acea dupăamiază, Divizia a 4-a Panzer a suferit pierderi atât datorită acțiunilor defensivei franceze cât și datorită confuziei la nivelul comandamentului german. Stever a organizat o întâlnire cu colonelul Breith, comandantul Brigăzii a 5-a Panzer și cu von Boyneburg, comandantul Brigăzii a 4-a pușcași. S-a ajuns la concluzia că pregătirea unui nou atac în acea zi nu mai rea posibilă. Artileria franceză bombardase cartierele generale ale brigăzilor de la Baudeset, două batalioane de infanterie pierzându-și comandanții în acele atacuri. Bombardamentele franceze de artilerie fuseseră foarte precise încă de la prima serie de lovituri, un număr de tancuri fiind avariate pe pozițiile de așteptare din zona Baudeset. Focul artileriei franceze a continuat și pe timpul nopții, obligând echipajele tancurilor germane să sape poziții pentru îngroparea blindatelor.
Intențiile Diviziei a 3-a Panzer din această zi nu sunt clare. Regimentul de pe flancul stâng al diviziei (Regimentul al 6-lea tancuri) a atacat în zona Ernage în după amiaza zilei, dar a fost respins de focul defensivei franceze. Infanteriștii care au venit în sprijinul tancurilor Diviziei a 3-a au raportat că pozițiile lor au fost identificate de avioanele de recunoaștere aeriană după ora 19:00. Între timp, au avut loc dueluri de tancuri cu blindatele din cadrul 3e DLM la Walhain și St. Paul. Tancurile franceze au fost văzute și la Ernage, ceea ce l-a făcut pe comandantul brigăzii de tancuri germane să ajungă la concluzie că situația era critică. Tancurile franceze, împotriva cărora doar tunurile de 75 mm de pe Panzer IV erau eficiente, încercau să străpungă cu ajutorul focului artilerie ghidate de avioane de observație liniile germane pe ambele flancuri. În acest timp, tancurile germane nu aveau sprijinul promis al infanteriei. În fapt, germanii interpretaseră greșit intențiile francezilor, dar faptul este un indicator al starea de spirit al comandanților Brigăzii a 3-a Panzer. În timpul nopții, situația pe front s-a liniștit, infanteria a ajuns pe poziții, înaintând prin întuneric. În ciuda faptului că au fost bombardați din greșeală de propriile tancuri, un batalion de infanterie germană a reușit să ajungă aproape de pozițiile franceze. Acest batalion avea să petreacă toată noapetea într-o poziție izolată, între Ernage și Perbais, fără să aibă contact radio cu divizia.

### 15 mai
Hoepner a decis să pornească în atac cu tancurile sprijinite de bateriile de artilerie și sprijinul de aviație pe care putea conta în acel moment, decât să aștepte încă o zi până când ar fi ajuns în zonă cele două divizii de infanterie din subordinea sa. Încurajat de superiorii săi și fiind încrezător în doctrina militară germană care prevedea declanșarea atacurilor mai înainte ca inamicul să își desăvârșească pregătirile de luptă, el a decis în jurul orei 20:00 a zilei de 14 mai să nu mai întârzie atacul. Serviciul de informații a Armatei a 6-a continua să susțină că aliații se retrăgeau și că, în plus, că tancurile germane se aflau deja la vest de Gembloux, în urmărirea inamicului (lucru care nu era adevărat). În aceste condiții, a fost decis declanșarea atacului cu Diviziile de tancuri 3 și 5 la ora 08:00 a zilei de 15 mai, urmărind pentru început ca trupele germane să ajungă mult în spatele liniilor de apărare de la Gembloux.
Fliegerkorps VIII și artileria disponibilă trebuiau să asigure sprijinul asalturilor de pe ambele flancuri ale localității Ernage, adică pe un front de mai puțin de 6 km. Trupele de geniști aveau sarcina să repare podurile și drumurile distruse de aliați în timpul retragerii.
Comandantul Diviziei a 4-a Panzer, Stever, a hotărât ca Brigada a 4-a de pușcași să deplaseze trei batalioane în linie între Gembloux și Ernage. În afară de avioanele care urmau să execute raiduri aeriene, un regiment de artilerie trebuia să execute un bombardament de 30 de minute asupra pozițiilor principale ale francezilor, după care urma lansarea bombelor fumigene pentru mascarea mișcărilor din zona Gembloux. După executarea acestor două atacuri, atât artileria de sub comanda sa trebuia să își concentreze focul împotriva artileriei franceze și a zonelor în care blindatele nu puteau să ajungă. Stever hotărâse să folosească tirul artileriei antiaeriene pentru distrugerea buncărelor inamice. (În treacă fie spus, germanii aveau informații eronate – în zona în care acționa Divizia a 4-a nu existau buncăre). După ce infanteriștii traversau linia de cale ferată, ei trebuiau să lanseze rachete luminoase albe. Acest semnal era așteptat de Brigada a 5-a Panzer, are trebuia să iasă din pozițiile camuflate și să atace liniile franceze cu sprijinul infanteriei. Era de așteptat ca francezii să cedeze, să se retragă spre Nivelles, iar germanii să înceapă urmărirea inamicului. Planul lui Stumpff pentru Divizia a 3-a Panzer era mai puțin clar. El a conceput un atac al infanteriei acționând în fața tancurilor, cu sprijin din partea artileriei și bombardierelor Stuka. Primul obiectiv al atacului era cucerirea a două dealuri aflate la vest de linia Chastre-Noirmont. Grosul tancurilor germane trebuia să rămână în rezervă pentru respingerea unui eventula contraatac inamic sau, în cazul în care francezii nu ar fi atacat, să lărgească străpungerea făcută de infanterie< ref name="Gunsberg 2000 p. 120">Gunsberg 2000 p. 120.</ref>
Pe flancul drept al diviziei de tancuri, Corpul IV urma să intre în luptă în dimineața zilei de 15 mai. La ora 09:20, diviziile Corpului au fost atenționate că pe linia Dyle era în plină desfășurare o „bătălie decisivă”. S-a hotărât concentrarea tuturor eforturilor Corpului IV în zona Ottignies, la regiunea de joncțiune a Diviziilor de infanterie a 7-a și a 18-a. După ce germanii ar fi străpuns liniile inamice, urma ca prin spărtură să înainteze un grup de recunoaștere. În acest timp, Luftwaffe a întărit Luftflotte 2 cu Fliegerkorps I from Luftflotte 3, pentru suplimentarea efectivelor care ajunseseră la doar 30-50% din capacitatea de luptă normală. Ca urmare, înaltul comandament german a decis ca efortul principal pentru distrugerea corps de bataille aliate trebuia să fie depus de Armata a 6-a.

### Prima bătălie de la Perbais
Condițiile meteo erau ideale – vremea era caldă și cerul limpede. Artileria franceză a bombardat pozițiile germane de-a lungul întregii nopți, dar pregătirea de artilerie germană și atacurile bombardierelor Stuka au fost declanșate conform planului la ora 07:30. La ora 08:00, infanteria Diviziei a 4-a Panzer a înaintat fără să fie afectată de bombardamentele aliate. La 08:10, infanteriștii au lansat rachetele de semnalizare care indicau faptul că traversaseră linia de cale ferată, dar zece minute mai târziu artileria franceză a atacat căile de înaintare ale tancurilor. Înaintarea panzerelor a fost blocată pentru un timp. La 09:30, Regimentul al 36-lea Panzer a fost lovit de focul artileriei franceze, suferind pierderi grele. O soartă asemănătoare a avut Regimentul al 35-lea Panzer la 09:45. Când cartierul general al Brigăzii a 5-a Panzer a întrebat de ce nu înaintează infanteria, i s-a răspuns că atacul este „fără sorți de izbândă”. La ora 10:00, Batalionul al 2-lea al Regimentului al 12-lea de infanterie traversase calea ferată de la Gembloux, dar înaintarea se desfășura cu pierderi grele și a fost oprită o oră mai târziu. Legăturile radio cu comandamentul Brigăzii a 5-a Panzer a fost pierdută la un moment dat, iar blindatele au încercat fără succes să depășească obstacolele antitanc, căzând victime unul câte unul focului artileriei inamice.
În acest timp, infanteria din cadrul Diviziei a 3-a Panzer a atacat la 09:15 dispre Walhain-St.Paul spre Perbais, dar înaintarea acesteia a fost stopată până la ora 11:00. În jurnalul de campanie al Corpului XVI a rămas consemnat faptul că tancurile din cadrul Brigăzii a 4-a Panzer au intrat în luptă mai înainte ca obstacolele antitanc să fie îndepărtate. Ofițerul german cu origini franceze Chales de Beaulieu a criticat comandanții Diviziei a 3-a Panzer pentru că a ordonat infanteriei să atace, în timp ce a ținut tancurile în rezervă.

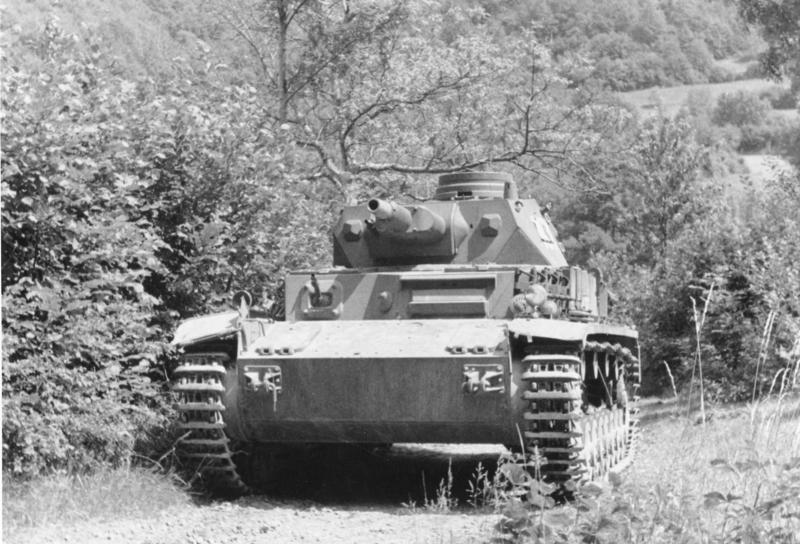
Blindatele germane au suferit pierderi grele pe 15 mai

În acest timp, bombardierele Ju 87 și artileria germană nu au reușit să scoată din luptă bateriile franceze. Serviciile de informații germane nu oferiseră rapoarte precise cu privire la pozițiile bateriilor franceze. Misiunile avioanelor de recunoaștere fusese împiedicate să își ducă la bun sfârșit misiunile de acțiunile avioanelor de vânătoare inamice. La 10:30, bateriile de artilerie grea germană au devenit la rândul lor ținta tirurilor artileriei franceze. La ora 11:18, precizia și intensitatea bombardamentului francez de artilerie asupra căilor de acces și a pozițiilor germane l-a făcut pe comandantul corpului german de artilerie să afirme că păstrarea pozițiilor cucerite și afluirea de întăriri erau „amenințate în mod grav”. Un raport german amintește faptul că asaltul asupra drumului Wavre-Gembloux al unui batalion s-a desfășurat rapid, unitatea militară ajungând la aliniamentul căii ferate. Aici însă, batalionul a trebuit să facă față contraatacului infanteriei și blindatelor franceze, împotriva acestora din urmă tunurile antitanc dovedindu-se puțin eficiente. O parte a echipajelor tunurilor antitanc germane au fugit de pe câmpul de luptă fără să deschidă focul măcar. Pentru această fază a luptelor nu există și un raport cunoscut al francezilor.
Oberst Breith participa din tancul său la atacul Brigăzii 5-a Panzer. În spatele acestei brigăzi se deplasa Regimentul al 35-lea Panzer. Atunci când a constatat că asaltul său a fost oprit, Breith a ordonat unora dintre comandanții săi de tanc să preia comanda unităților de pușcași, în fruntea cărora să atace bateriile antitanc franceze. Pe căile de acces spre pozițiile franceze, tanchiștii au identificat ușor minele antitanc pe care francezii nu apucaseră să le îngroape în mod corespunzător. În timpul atacurilor pușcașilor germani, mai multe subunități franceze și marocane s-au predat. În sprijinul germanilor a sosit o subunitate de turnuri de câmp. În acest timp, tancul în care se afla Breith a fost lovit de două ori de tirul artilerie, fără ca blindajul său să fie străpuns. Când tancul comandantului a început să înainteze spre Ernage, „o flamă albastră a străbătut vehiculul … ca un fulger. Breith a fost rănit ușor și, împreună cu echipajul a evacuat blindatul avariat. Un tanc ușor care a încercat să îl recupereze pe comandantul Brigăzii a 5-a a fost lovit la rândul lui de artileria inamică, iar tanchiștii au trebuit să își caute adăpost în gropile săpate de bombe. Căpitanul von Jungenfeld nu se afla departe de Breith și tanchiștii săi și a notat în jurnalul său că, atunci când au ajuns la calea ferată, toate vehiculele grele ale Companiei a 4-a erau distruse, iar tancul locotenentului colonel  Eberbach, comandantul regimentului, era scos din luptă. Eberbach avea să recunoască în fața subordonaților că „continuarea înaintării este practic imposibilă. Tancurile noastre stau în fața obstacolelor iar focul defensivei ne lovește fără milă”. 
Când tancurile au început să se retragă, Batalionul I al Regimentului al 12-lea de infanterie s-a retras și el în ciuda ordinelor primite, obligându-i pe ofițerii de stat major să ceară creșterea vitezei de repliere. O tentativă a Regimentului al 35-lea Panzer de exploatare a unei breșe apărute în linia defensivă a 15e DIM lângă Lonzee a fost oprită de focul artileriei franceze. Atacul Diviziei a 4-a Panzer a fost oprit pe toată lungimea frontului. 
După ce Divizia a 3-a Panzer și-a retras brigada de tancuri, acțiunile de luptă au luat un curs diferit. În dimineața zilei de 15 mai, Batalionul al 3-lea al Regimentului al 3-lea de infanterie se afla la nord-est de Ernage, dar primele două batalioane ale regimentului înaintaseră prea departe în timpul nopții, lăsând neapărată o breșă de 1-2 km în zona de joncțiune ale celor două divizii de blindate germane de lângă Ernage. Din acest motiv, germanii Diviziei a 3-a Panzer au trebuit să facă față de unii singuri Regimentului al 110-lea de infanterie franceză din cadrul 1er DIM la Perbais. La primele ore ale dimineții, aviația și artileria germane au bombardat intens localitatea Ernage. Batalionul I al Regimentului al 3-lea de infanterie a atacat marginea de nord a localității, dar germanii au fost respinși de apărarea franceză. La ora 08:00, după noi raiduri de aviație și bombardamente de artilerie, Batalionul II a atacat la rândul lui spre Perbais. Germanii s-au retras după ce au fost respinși de focul apărătorilor. În timpul atacului, germanii au fost bombardați din greșeală de propria artilerie. Comandanții celor două batalioane s-au întâlnit să discute acțiunile viitoare, în timp ce Batalionul III a primit ordinul să acopere breșa dintre cele două Divizii Panzer.
După ce au căzut de acord asupra modalităților de colaborare, batalioanele I și II și-au reluat atacul și, cu sprijinul Regimentului al 75-lea de artilerie și a bombardierelor Ju 87, au preluat controlul asupra localității Perbais. În ciuda pierderilor grele suferite din pricina tirului artileriei franceze, infanteriștii germani au înaintat până pe linia de cale ferată. Situația infanteriștilor s-a îmbunătăți simțitor atunci când în ajutorul lor au sosit câteva tancuri. 
Per total, dimineața se dovedise una grea pentru Corpul XVI. Francezii fuseseră puternic afectați de bombardamentele Luftwaffe. Aviația de vânătoare franceză nu organizase decât două misiuni de interceptare împotriva aviației inamice. Avioanele franceze de recunoaștere trimise în misiune de Armata I și Corpul IV au fost doborâte de focul antiaerienei germane, sau au fost doborâte de avioanele de vânătoare inamice. Germanii au cucerit controlul asupra spațiului aerian. Corpul IV a trebuit să facă față greului atacului tancurilor germane. Observatorii de la sol raportaseră înaintarea a aproximativ 300 de tancuri. Primele atacuri terestre au avut loc în jurul orei 06:00, după care au urmat raiduri ale valurilor de bombardiere în picaj Ju 87 în jurul orei 08:00. Atacurile de aviație au vizat întreaga adâncime a pozițiilor defensive aliate. Germanii au traversat calea ferată în sectorul Regimentului la 2-lea marocan. Rapoartele care au aujuns la cartierele generale ale Corpului menționau pierderea controlului asupra Perbais și Chastre din zona de responsabilitate a 1er DIM, ceea ce amenința flancului stâng al Cropului IV. Aymes a redistribuit câte un batalion pentru sprijinirea tancurilor fiecărei divizii de sub comanda sa, iar batalionul de rezervă al corpului a fost trimis în sprijinul marocanilor. Pentru stabilizarea situației din zona Perbais, Aymes a dorit să organizeze un contraatac al brigăzii de tancuri din cadrul 3e DLM, dar comandantul acesteia, generalul La Font, a raportat că La Laurencie din cadrul Corpului III a preluat controlul asupra marii unități de blindate fără să îl informeze pe Aymes.

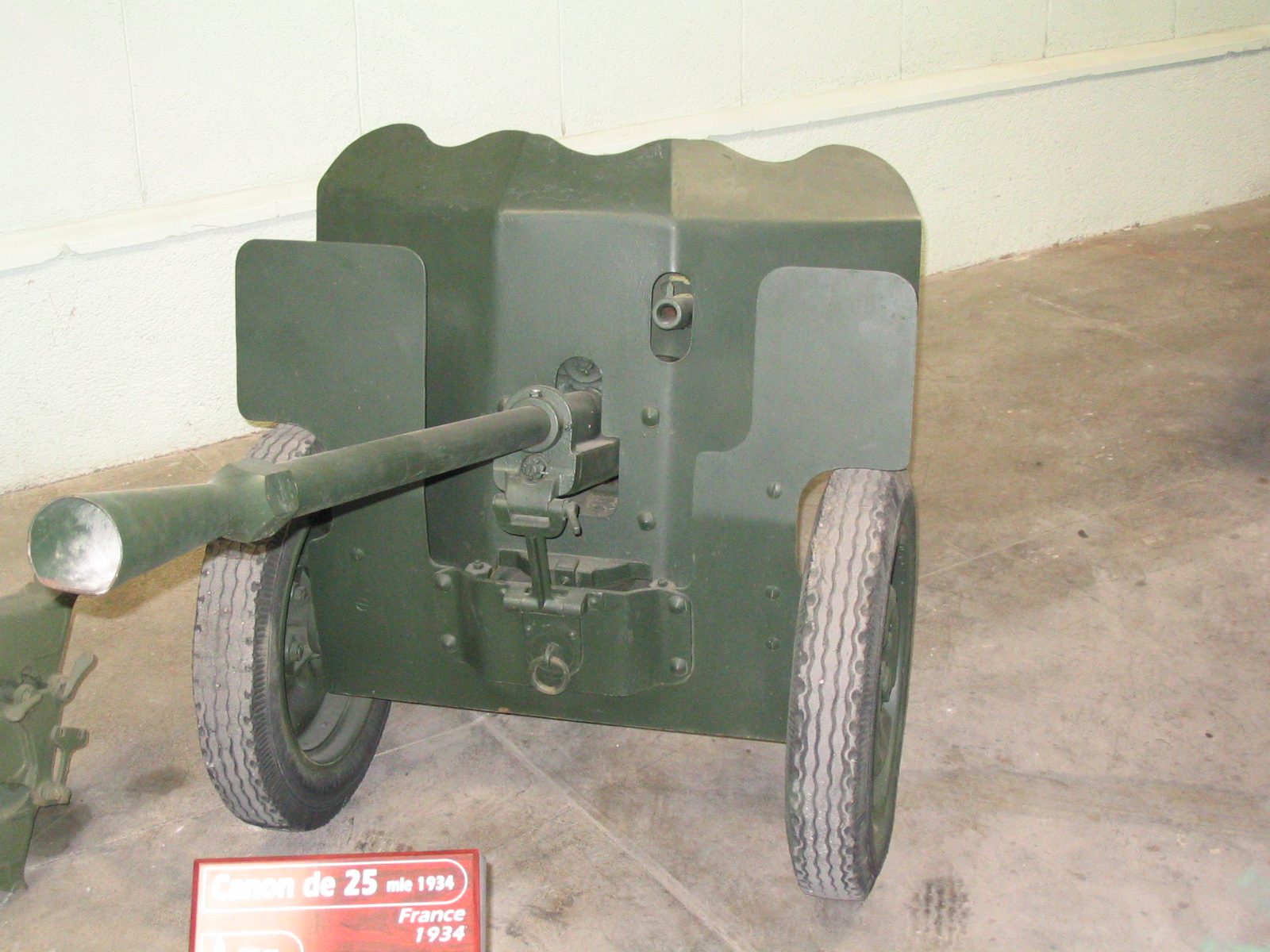
Tun antitanc Hotchkiss de 25 mm, principala armă antitanc franceză din această bătălie, care s-a dovedit foarte eficientă

Divizia marocană a reușit să reziste asaltului militarilor germani – aproximativ o treime de divizie Panzer. Regimentul al 7-lea marocan de la Ernage, la fel precum militarii Regimentului al 110-lea de la Perbais, au rezistat mult timp până să fie nevoiți să se retragă. Punctele de rezistență dintre cele două regimente au rezistat, în ciuda faptului că fuseseră încercuite, până la ora 15:00. Regimentul al 2-lea marocan, care ocupa poziții în câmp deschis, a pierdut șapte plutoane distruse până la ora 12:00, dar restul efectivelor nu a cedat presiunii inamicului. Regimentul I marocan de la Gembloux a fost obligat să se retragă în oraș, de unde a continuat lupta. Aici, subunități germane au reușit să se infiltreze în vestul orașului de-a lungul căii ferate Gembloux-Nivelles. Bombardamentele artileriei germane au provocat o stare de neliniște în rândul infanteriei și artilerie din prima linie defensivă franceză, unde s-a resimțit o scădere a sprijinului artilerie franceze plasate în adâncimea dispozitivului.
Mellier a inspectat frontul pe motocicletă și a ajuns la concluzia că centrul și flancul drept pot rezista cu succes în continuare, dar trebuie să respingă amenințările inamicului de la Ernage și de-a lungul căii ferate Gembloux—Nivelles. El a hotărât să restabilească legătura cu 1er DIM pe linia de apărare la Cortil-Noirmont, după care să recucerească principalele poziții de apărare folosind corpurile de rezervă (batalionul al 3-lea al Regimentului al 7-lea marocan) și brigada comandată de La Font. Pentru întărirea porțiunii frontului din centru-dreapta, el avea să mobilizeze aici rezerva diviziei (batalionul al 3-lea din cadrul Regimentului al 2-lea marocan) și Batalionul al 35-lea de tancuri.
Artileria franceză a jucat un rol de primă importanță în desfășurarea luptelor. În noaptea care trecuse, bateriile de 75mm, care fuseseră plasate pe post de arme antitanc în prima linie, cel mai probabil plecând de la presupunerea că amenințarea blindatelor germane era mai scăzută, principalul pericol fiind un posibil atac al infanteriei inamice. Încă de la primele ore ale zilei, bombardierele în picaj Ju 87 și-au concentrat atacurile împotriva pozițiilor de artilerie ale Diviziei marocane. Două baterii își evacuaseră deja tunurile, dar mai târziu le-au repoziționat pentru acțiune. În cadrul unui batalion de rezerviști din cadrul trupelor de rezervă s-a răspândit panica – după ce au suferit pierderi din pricina unui bombardament de artilerie, comandantul acestui batalion a cerut insistent intrarea în luptă a subunității sale pentru ridicarea moralului. 
Unitatea de artilerie de 105 mm, plasată în zona Bois de Buis a deschis focul la cadență maximă împotriva tancurilor germane. Ca urmare, unitatea franceză a fost supusă unui atac violent al bombardierelor în picaj Ju 87. Deși artileria Diviziei marocane a avut de suferit de pe urma atacurilor, sprijinul acordat din flanc de Divizia a 15-a de infanterie motorizată a salvat situația, marocanii suferind pierderi minime.
Infanteria și unitățile de sprijin aliate au fost afectate puternic per total. Pierderile în rândurile ofițerilor inferiori, a căror prezență era de maximă importanță pentru trupele coloniale, au fost cele mai grele. Batalionul I al Regimentului al doilea marocan avea două companii de geniști specializați în construcția de căi ferate. Locotenentul Grudler, comandantul Companiei a 2-a, a fost ucis. Căpitanul rezervist Bouvier a fost rănit și a fost luat prizonier în jurul orei 13:30, după ce poziția sa a fost atacată de un batalion de infanterie, 30 de tancuri și 20 de avioane. În același timp, doi comandanți de companii din Regimentul I marocan au fost uciși în luptă. 
Batalionul I al Regimentului al 7-lea marocan a avut două companii plasate în poziții înaintate pe calea ferată la Ernage. Compania de la sud de sat comandată de locotenentul Jouval a fost încercuită în jurul orei 06:00de soldații germani infiltrați. Cea de-a doua, de la nord de sat, a fost ocolită prin flanc de tancurile și infanteria Diviziei a 3-a Panzer. De asemenea, pozițiile companiei au fost lovite de tirul precis al artileriei inamice. În cele din urmă, comandantul de batalion a cerut retragerea pe linia defensivă a căii ferate. Această retrage i-a lăsat pe Jouval și oamenii lui să lupte de unii singuri. Atacurile bombardierelor în picaj Ju 87 au provocat panică la început, dar, după cum își amintește locotenentul Goubard din cadrul Batalionului al 2-lea al Regimentului al 2-lea marocan, soldații au învățat rapid cum să se plaseze dispersat în teren și să adăpostească în timpul raidurilor de aviație. În cele din urmă, focul antiaerienei a provocat pierderi importante bombardierelor Ju 87.
În acest moment al luptelor, trupele franceze au început să sufere de lipsa muniției, iar intensitatea focului a trebuit să scadă. Profitând de aceasta, tancurile germane au încercat să se strecoare prin flanc în spatele unui pâlc de arbuști, dar blindatele au fost identificate și, în cele din urmă, 7 dintre ele au fost distruse. 
Regimentul al 110-lea din vecinătate a trebuit să facă față atacului aripii de nord al frontului blindatelor germane. Începând cu ora 05:00, batalionul de recunoaștere al diviziei s-a retras pe pozițiile Batalionului I, care suportase cele mai grele bombardamente și atacurile subunităților de infanterie infiltrate în zona Ernage, ceea ce dusese la slăbirea puternică a flancului drept al batalionului. În partea de nord, Batalionul al 3-lea fusese la rândul lui forțat să se retragă. În ciuda faptului că unitățile antitanc ale diviziei au luptat la capacitate maximă, linia regimentului al 110-lea a rămas vulnerabil.
Între timp, Corpul IV german a dus o bătălie paralelă în parte de nord-vest. Încercările de infiltrare a infanteriei peste cursul râului Dyle au eșuat, iar diviziile de infanterie au trebuit să organizeze atacuri frontale, care au împins până la ora 10:00 avanposturile franceze spre Ottignies. Divizia a 7-a de infanterie a pregătit un atac la Limal, în timp de ce Divizia a 31-a de infanterie trebuia să se regrupeze, după care să atace unitățile britanice la nord de Wavre. În dimineața zilei de 15 mai, Corpul al 3-lea francez a fost implicat în lupte grele cu inamicul, deși doar Regimentul al 110-lea de pe flancul drept a fost ținta atacurilor blindatelor. Artileria Diviziei a 2-a marocane nu a reușit să respingă toate încercările de infiltrare ale inamicului. Până la ora 12:00, aliații s-au retras pe noi poziții defensive la Ottignies.

### A doua bătălie de la Perbais

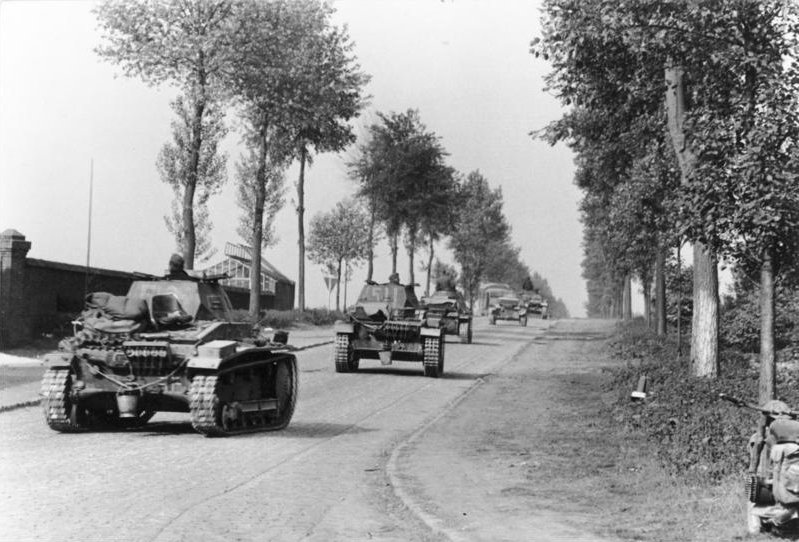
Tancuri germane în Belgia, mai 1940. Breșa Gembloux era o zonă favorabilă acțiunii tancurilor, fără obstacole naturale. Pentru francezi era de importanță capitală respingerea oricărui atac al inamicului în această zonă.

Hoepner a obținut aprobarea pentru un nou atac al bombardierelor Stuka pentru ora 12:00 și le-a cerut diviziilor din subordinea lui să se folosească de atacul aerian pentru străpungerea liniilor inamicului. Din partea franceză însă, tirurile de artilerie nu au încetat, iar la 12:30 Oberstleutnant Eberbach, comandatul Regimentului al 35-lea Panzer, a refuzat să reia atacul – în timpul asaltului precedent regimentul pierduse jumătate din numărul de tancuri, fiind distrus inclusiv tancul comandantului. Stever s-a deplasat la cartierul general al Regimentului al 33-lea de infanterie pentru ca să grăbească declanșarea atacului, dar a fost rănit de focul artileriei franceze și a fost evacuat în grabă. Cum nu s-a putut lua legătura cu Breith, comandantul Brigăzii a 5-a Panzer, comanda a revenit lui Oberst von Boyneburg, comandantul Brigăzii a 4-a infanterie. Pe la ora 14:00, Hoepner a transmis ordine pentru oprirea ofensivei. El nu a oprit însă și atacurile Diviziei a 3-a Panzer în reginea Ernage. Hoepner a început să plănuiască un nou atac cu implicarea diviziilor de infanterie 20 și 35. 
Dacă la începutul zilei comandanții germani erau extrem de optimiști, după prânz au căzut în extrema cealaltă. Armata a 6-a a respins cererea comandantului Corpului XVI pentru reluarea atacului în dimineața următoare, preferând să aștepte o acțiune pe front larg a întregului corp, care nu putea fi declanșată mai devreme de 17 mai. Existau motive temeinice pentru această amânare. Artileria corpului de armată german avea dificultăți în localizarea și neutralizarea bateriilor franceze. La acestea se adăugau și problemele de aprovizionare cu muniție datorate stării proaste a drumurilor. 
În jurnalul de război al Diviziei a 4-a Panzer a fost clar subliniată situația grea a unității. Începând cu ora 11:07, legăturile radio cu Divizia a 5-a Panzer au fost pierdute. Breith pierduse aproape toate legăturile cu subordonații și superiorii, iar informațiile pe care le mai primea totuși erau îngrijorătoare – unitățile de tancuri sufereau pierderi grele și nu mai puteau să își mențină pozițiile cucerite cu atâtea sacrificii. Din cauza acestor motive, statul major al diviziei a ordonat la ora 12:00 unităților de blindate să se retragă pe pozițiile de plecare. La ora 13:00, Brigada a 4-a de infanterie a raportat că este pe punctul să înceapă retragerea la rândul ei. Von Boyneburg a cerut însă ca infanteriștii să continue atacul. Ca urmare, Stever a pornit înaintarea cu unitatea pe care o comanda, dar a la 14:00 a fost adus la cartierul său general rănit. La 15:00, Divizia a 4-a Panzer a raportat conducerii Corpului XVI că brigada sa de blindate rămăsese blocată pe aliniamentul căii ferate. La rândul ei, Brigada a 4-a infanterie suferise pierderi grele iar comandantul său era de părere că nu există șanse să obțină un succes în acea zi, existând posibilitatea ca brigada să nu mai fie capabilă să organizeze încă un atac pe 16 mai. La ora 15:40, Breith s-a reîntors la cartierul general al diviziei rănit la față. Aici a fost obligat să petreacă următoarele trei ore într-un adăpost subteran, adăpostindu-se de bombardamentul artileriei grele franceze. Stever a ajuns la concluzia că reluarea atacului pe 16 mai nu era posibilă. La ora 20:00, Corpul XVI a anunțat conducerea Diviziei a 4-a Panzer că nu va participa la reluarea atacului, care era oricum amânat până pe 17 mai. În seara zilei, a fost trimis un tanc să îl recupereze pe Breith. Tancul a primit patru lovituri, dar a reușit să se retragă fără să își ducă misiunea la îndeplinire. Dacă acest tanc și compania din care făcea parte au reușit să se retragă, alte unități au rămas blocate, fiind supuse atacurilor artileriei franceze..
Mai târziu în acea seară, câteva tancuri ușoare germane au reușit să traverseze o zonă unde obstacolele antitanc fuseseră distruse. Infanteriștii germani au înaintat protejați de tancuri dar în scurtă vreme au trebuit să continue de unii singuri – blindatele au fost obligate să se retragă datorită focului puternic al artilerie franceze. Ducând lupte grele cu infanteria franceză, germanii au reușit să înainteze doar câteva sute de metri până în dreptul triajului. Odată cu căderea întunericului, germanii s-au retras..

### Corbais
Situația Diviziei a 3-a Panzer era diferită. Comandantul diviziei nu trimisese în luptă decât o parte a blindatelor, iar unul dintre cele trei batalioane de infanterie era încă în rezervă. În cursul după amiezii, comandamentul Diviziei a 3-a Panzer era îngrijorată de rapoartele primite de la Divizia a 18-a de infanterie din vecinătate cu privire la organizarea de către blindatele franceze a unui atac împotriva flancului drept al diviziei. La ora 13:00, tunurile Flak de 88 mm și tancurile Regimentului al 5-lea Panzer au ocupat poziții în zona Perbais pentru ca să facă față acestei amenințări. La ora 15:55, un avion de recunoaștere a reușit, până când misiunea sa a fost întreruptă de aviația de vânătoare franceză, să identifice prezența tancurilor și infanteriei pe linia de cale ferată dintre Ernage și Chastre. La ora 16:48, Brigada a 3-a Panzer a raportat că este ținta unui bombardament foarte precis și puternic de artilerie. La ora 18:00, unitățile Brigăzii a 3-a de infanterie au început retragerea din Perbais. 
Divizia a 3-a Panzer a cerut subunităților de blindate din subordine să grăbească ritmul retragerii. La ora 18:20, tancurile Brigăzii a 3-a au reușit ca, sub focul puternic al artileriei și a tancurilor inamice, să străpungă linia obstacolelor antitanc de la nord-vest de Ernage. Pentru echilibrarea situației de pe front, Brigada a 3-a a cerut sprijinul propriei artilerii. Cam în același moment, Divizia a 18-a de infanterie a raportat că trebuie să facă față atacurilor blindatelor inamice pe ambele flancuri la Corbais. La ora 20:00, la conducerea diviziei a ajuns o hartă capturată de la inamic pe care erau detaliate pozițiile francezilor. După o analiză rapidă, ofițerul de contrainformații al diviziei a ajuns la concluzia că situația de pe front permite organizarea unui atac pentru străpungerea frontului francez. El s-a deplasat la cartierul general al Corpului de armată și a propus organizarea atacului dar acesta ar fi intrat în contradicție cu ordinele venite de la Armata a 6-a și propunerea a fost respinsă. Cea mai mare parte a tancurilor au petrecut restul zilei în așteptare în jurul localității Orbais.
Infanterie Diviziei a 3-a Panzer a început retragerea din Perbais sub un bombardament continuu de artilerie în seara acelei zile. În acest timp au apărut primele informații despre înaintarea unor tancuri franceze. Situația de pe front a devenit din ce în ce mai complicată. Două companii ale Batalionului III al Regimentului al 3-lea de infanterie și o companie de tancuri a început deplasarea la ora 18:00. În ciuda puternicei rezistențe a francezilor din Chastre, (unde serviciile de informații germane semnalau prezența tancurilor Hotchkiss, probabil din cadrul 3d DLM), infanteria germană a reușit să cucerească două dealuri la vest Noirmont, permițând elementelor Batalionului II să înainteze. Infanteriștii francezi sprijiniți de un tanc au contraatacat flancul lor descoperit. Pentru oprirea atacului francezilor, Regimentul al 6-lea Panzer a trimis întăriri în zonă – untanc Panzer III și cinci Panzer I.
Germanii au fost informați cu privire la pozițiile tancurilor franceze de către avioanele de recunoaștere Luftwaffe. Douăsprezece tancuri și infanteria marocană a atacat liniile germane din flanc. Germanii au reușit să respingă atacul marocanilor și să distrugă mai multe tancuri. După aceasta, o companie de mitraliori germani a înaintat doi kilometri fără să aibă pierderi. După ce au capturat diferite materiale militare franceze, compania a fost obligată să se oprească din înaintare după ce militarii au rămas fără muniție. Acesta a fost momentul în care artileria franceză a redeschis focul, iar două tancuri franceze au atacat distrugând tancul Panzer III și trei din cele cinci Panzer I. În aceste condiții, Batalionul III s-a oprit în fața liniilor defensive din zona Cortil-Noirmont. La ora 20:54 a sosit un ordin de la Corpul XVI Corps pentru oprirea atacului, iar puțin mai târziu a sosit un ordin de la nivelul brigăzii pentru retragerea infanteriei în spatele liniei de cale ferată. 
Hoepner a ordonat în cele din urmă unităților avansate din Divizia a 3-a Panzer să apere cu orice preț pozițiile ocupate. Între timp, aproape toți militarii Regimentului al 3-lea pușcași și tancurile sale de sprijin s-au retras. Primele două batalioane ale sale erau epuizate, iar de 36 de ore nu fuseseră reaprovizionate. Orice șansă de străpungere a liniilor franceze, dacă a exista vreodată cu adevărat, a fost pierdută. 

### Bătălia de la Ernage
Pe flancul nordic al Diviziei marocane s-au dat lupte grele în timpul după amiezii. Punctul cel mai vulnerabil al marocanilor era pe parte stângă a localității Ernage, unde Batalionul I al Regimentului al 7-lea marocan era încercuit. Batalionul pierduse contactul cu vecinii din Regimentul 110 de infanterie pe la prânz, când infanteriștii germani cuceriseră un culoar peste calea ferată dintre Ernage și Perbais. Marocanii au luptat în Ernage până la ora 18:00, când cei 12 militari rămași în viață, toți răniți și fără muniție, au capitulat. 
Generalul Albert Mellier a avut la început intenția să contraatace pe flancul stâng cu tancurile din cadrul La Font brigade și cu infanteriștii Batalionului al 3-lea din cadrul Regimentului al 7-lea marocan. Când a aflat că nu are disponibile tancurile dorite, el a decis să folosească batalionul de infanterie pentru consolidarea apărării de la Ernage. Deplasarea batalionului de sprijin a fost încetinită de atacurile bombardierelor în picaj Ju 87. În timpul acestor atacuri, a intervenit un avion de vânătoare francez, care a doborât două aparate de zbor germane. În jurul orei 14:00, rezervele au restabilit contactul cu o companie a Regimentului al 110-lea de infanterie la Villeroux, dar situația rămânea critică în continuare, iar cartierul general al Regimentului al 7-lea marocan și batalionul său de artilerie a început retragerea către St. Gery. Tocmai atunci, Mellier a sosit pe linia frontului pe motocicletă. Aici, el a reorganizat regimentul de marocani și batalionul de artilerie, oprind retragerea lor. La ora 16:00, ultimele două companii al Batalionului I al Regimentului al 7-lea marocan și-au croit drum prin luptă spre grosul trupelor aliate și au participat la întărirea liniei de apărare spre Chastre, ceea ce a dus la stabilizarea situației pe linia frontului. Batalionul al 3-lea a primit ordinul să ocupe poziții și să sape tranșee la Les Communes. Această mișcare a fost descoperită de operatorul unui balon de observație, care a dirijat mai apoi focul artileriei germane. În timpul bombardamentului de artilerie, comandantul Batalionului al 3-lea a fost rănit. Bombardamentele de artilerie au provocat pierderi grele și militarilor Batalionului I al Regimenului al 2-lea marocan, aflat pe flancul drept. Cum trupele marocane păreau că dau semne de panică, Mellier i-a asigurat că, dacă vor continua să își apere ferm pozițiile, va organiza un contraatac care să le ușureze situația. Situația marocanilor a continuat să se agraveze în jurul orei 13:00, când germanii au reluat atacurile aeriene și terestre, în vreme ce raidurile aeriene au întârziat contraatacul francez promis. 
Contraatacul pe care îl ordonase Mellier la 11:30 a fost declanșat în cele din urmă, fiind implicate în acțiune Batalionul al 35-lea de tancuri comandat de Jean Ragaine și Batalionul al 2-lea al Regimentului al 2-lea marocan comandat de căpitanul Saut. Atacul a fost organizat de pe pozițiile unităților de rezervă aflate la cam 8 km depărtare de obiectivul propus – calea ferată Ernage – Gembloux. Prin modul de organizare, acest contraatac contravenea Ordinul de operațiuni nr 4. din 13 mai, care ceruse declanșarea fără întârziere a contraatacurilor împotriva incursiunii unităților inamice de tancuri. Compania a 9-a de marocani trebuia să atace pe flancul stâng cu o companie de tancuri R35, iar pe flancul drept trebuia să atace Compania a 11-a sprijinită la rândul ei de altă companie de tancuri. În acest timp, Compania a 10-a și batalionul de arme grele erau plasate în rezervă. Fiecare companie de infanterie a primit în sprijin o subunitate de mitraliere și una de tancuri antitanc de 25 mm. A fost organizată și un detașament special, care avea ca sarcină apărarea flancului nordic, care rămânea descoperit. 
Formațiunile de atac s-au pus în mișcare la 14:30 și au ajuns pe linia frontului pe la 16:30. Coloanele lungi formate de unitățile în deplasare spre front au eliminat din start elementul surpriză. Imediat ce au ajuns pe linia frontului, unitățile franceze au fost lovite de un bombardament aerian masiv. Căpitanul Alloy, șeful statului major al batalionului de tancuri, a raportat implicarea în raidurile aeriene a aproximativ 80 de bombardamente. Deși un tanc a fost răsturnat, unitățile de artilerie au fost împrăștiate, contraatacul a continuat. Atacurile bombardierelor germane au separat tancurile de infanterie, ceea ce doctrina militară franceză considera de neadmis. Germanii au reușit în cele din urmă să oprească atacul. Infanteria marocană a fost obligată să își sape adăposturi în pământ, artileria franceză nu a reușit să ofere sprijinul necesar atacului, iar tancurile și-au pierdut comandantul al cărui tanc a fost distrus într-un câmp minat. Deși atacul tancurilor franceze a luat prin surprindere apărarea antitanc germană, francezii nu au reușit să exploateze acest avantaj și, la ora 18:30, acțiunea franceză a încetat. 

### Dezangajarea trupelor franceze
Se poate aprecia că Armata I franceză a rezistat în fața tuturor atacurilor, dar străpungerea frontului de către germani la Sedan a amenințat spatele și flancul armatei. Tancurile din cadrul 2 DLM, cele mai multe blindate din batalioanele de recunoaștere și unele dintre unitățile de infanterie ale Armatei au fost transferate pentru acoperirea flancului drept mult extins. Billotte a anunțat Armata I în acea dimineață că trebuie să se pregătească pentru retragere dacă situația frontului o cere. În jurul orei 20:00, Armata I a primit ordinul de retragere în mai multe etape spre frontiera franco-belgiană. În acest timp, Corpul IV a asigurat acoperirea retragerii și a respins mai multe atacuri ale blindatelor germane. 
În jurul orei 14:00, la Corpul IV au ajuns rapoarte eronate conform cărora localitățile Perbais și Chastre au fost cucerite de germani. Acest fapt ar fi însemnat că legăturile dintre Regimentul al 7-lea marocan și Regimentul al 110-lea infanterie fuseseră rupte. În timp ce luptele creșteau la intensitatea maximă, Corpul IV a primit ordinul de retragere la ora 15:00. În același timp, Batalionul al 3-lea al Regimentului al 7-lea marocan din rezervă a fost trimis la Cortil-Noirmont pentru restabilirea legăturii cu Regimentul al 110-lea de infanterie. La ora 16:00 a fost lansat un contraatac al Batalionului al 3-lea de tancuri (Regimentul al 2-lea marocan). Deși infanteriștii au avut pierderi grele și doar câteva tancuri au rămas intacte la sfârșitul atacului, Aymes a fost informat în mod eronat că acțiunea a fost un succes, iar linia de rezistență a fost restabilită la ora 18:00 a fost raportat un nou atac al germanilor împotriva pozițiilor Regimentului al 7-lea marocan. Câteva blindate germen au reușit să se infiltreze până la St. Gery, unde înaintarea lor a fost oprită de batalionul de recunoaștere al diviziei. 
În același timp, Division d'Infanterie Motorisee 15 a primit ordinele de retragere pentru seara aceleiași zile, deși reușise să respingă în jurul orei 18:30 atacul Panzerelor de la Beuzet. La ora 20:00, Divizia marocană a emist către subunitățile sale ordinele de retragere, în vreme ce Regimentul al 7-lea marocan a respins un ultim asalt german. În paralel cu retragerea francezilor, infanteriștii germani au început la rândul lor retragerea din fața localității Gembloux. În timpul nopții, ambele tabere s-au retras, germanii de teama inamicilor din față, iar francezii de teama inamicilor care le amenința spatele. 

## Urmări

### Analiză
De-a lungul întregii linii a frontului, atacul german a fost respins. Nu a existat nici un moment în care pozițiile de artilerie franceze, structura forte a defensivei, să fi fost amenințate de atacul german. În acest timp, Corpul IV comandat de von Schwedler a fost împiedicat să traverseze cursul râului Dijle mai la nord. Dintre toate capetele de pod, doar cel de la Limal a rămas până a doua zi sub controlul germanilor. Regimentul al 19-lea de infanterie din cadrul Diviziei a 7-a de infanterie a fost obligată în dimineața zilei de 16 mai să părăsească și această poziție. 
Corpul III a reușit cu mari eforturi să prevină o străpungere a liniilor proprii. Divizia a 2-a de infanterie britanică a executat un contraatac, ceea ce provocat panică în rândul militarilor Diviziei a 31-a de infanterie germană, iar artileria franceză a executat bombardamente puternice și precise, ceea ce a permis dezangajarea Diviziei a 2-a marocane. Marocanii s-au retras în timpul nopții, fără să întâmpine vreo piedică din partea germanilor. 
„Succesul aliat de la a fost anulat de victoria germanilor de mai la sud, dar eșecul lui Reichenau de distrugere sau măcar de înfrângere a corps de bataille aliate la Gembloux a fost de importanță crucială. E adevărat că înaltul comandament aliat s-a dovedit incapabil în zilele care au urmat să folosească corps de bataille pentru restabilirea frontului aliat. Dar Wehrmacht a mai avut nevoie de încă două săptămâni de lupte pentru încercuirea și capturarea unei părți a Armatei I, ceea ce a permis grosului Corpului Expediționar Britanic să se retagă la Dunqerkue ”—Gunsberg

### Pierderi
La sfârșitul luptelor, Divizia a 3-a Panzer a pierdut 20-25% dintre vehiculele blindate. Divizia a 4-a în schimb a pierdut până la 50% din numărul total de blindate. Regimentul al 12-lea de infanterie a pierdut jumătate din numărul ofițerilor. Batalionul I al regimentului a mai rămas cu 4 ofițeri și 31 de alți militari din efectivele inițiale de 700 de oameni. Regimentul al 3-lea de pușcași a pierdut 199 de militari, dintre care 15 ofițeri. Pierderile totale ale Diviziei a 4-a Panzer în ziua de 15 mai s-au ridicat la 105 morți, 413 răniți și 29 dispăruți. 
În Divizia Marocană, Batalionul I al Regimentului al 2-lea a încheiat lupta cu doar 74 de militari valizi, față de efectivele inițiale de 700 de oameni, iar Batalionul I al Regimentului al 7-lea a rămas cu doar 80 de oameni, iar Batalionul al 2-lea cu 150. În total, Divizia Marocană a pierdut aproximativ 2.000 de oameni, adică 27% din efective. Corpurile IV și III au pierdut câteva sute de oameni. 

## Resurse internet
- Characteristics of the French 60-mm mortar